# Seger Ellis
Seger Ellis (Houston, 4 juli 1904 – aldaar, 29 september 1995) was een Amerikaans jazzpianist, -zanger en -componist. Ook had hij een bigband en trad hij op in enkele films.

## Loopbaan
Ellis begon zijn carrière als pianist toen hij iedere week pianosolo's speelde voor een lokaal radiostation (later KRPC), begin jaren twintig. In 1925 maakte hij opnames met het orkest van Lloyd Finlay voor Victor en nam toen ook een paar pianosolo's voor het label op. Deze piano-nummers werden niet uitgebracht, maar Victor nodigde hem uit voor solo-sessies in de studio in Camden, waar hij veertien nummers opnam, de meeste composities van zijn hand. Vier ervan verschenen op plaat: zij behoorden tot de eerste platen die Victor maakte met behulp van elektrische microfoons. De plaat "Prairie Blues"/"Sentimental Blues" werd een bescheiden hit.
Na deze opnames keerde Ellis terug naar Houston, waar hij speelde in vaudeville-theaters en voor de radio, waarbij hij nu ook zong. Zijn stem viel in de smaak en hij werd uitgenodigd naar New York te komen voor opnames voor Columbia. Daarna maakte hij een reeks opnames voor Okeh Records, waarbij hij begeleid werd door kleine groepen die hij zelf mocht samenstellen. Ellis koos voor mannen als de gebroeders Dorsey, Joe Venuti, Eddie Lang, Andy Sannella, Mugsy Spanier en, twee keer, Louis Armstrong. Op deze platen zong hij met een bitterzoete altostem.
In 1928 toerde hij door Engeland. Daarna was hij enkele jaren de manager van de Mills Brothers, maar hij bleef zelf ook als muzikant actief. Zo werkte hij af en toe bij het orkest van Paul Whiteman dat voor de radio speelde. Ook verscheen hij in enkele films, van onder meer Ida Lupino ("One Rainy Afternoon", 1934). Eind 1935 kwam hij met een bigband met een ongebruikelijke bezetting (acht koperblazers en een klarinettist), het Choir of Brass Orchestra, waarmee hij opnames voor Decca Records maakte. In 1939 gooide hij de bezetting om en kwam hij met een meer gebruikelijke bezetting. Ellis dirigeerde zelf en zong ook af en toe, naast zijn vrouw Irene Taylor die eerder bij Paul Whiteman had gewerkt. Later concentreerde hij zich vooral op het componeren: zijn "You're All I Want for Christmas" werd gecoverd door onder meer Bing Crosby en Frankie Laine.

## Discografie
- An Hour of Classic Hymns (Brass Choir Orchestra), Light Records, 1996
- Jazz in a Sentimental Mood, Old Masters, 2001
- Choirs of Brass (1937), Alamac